# Iglesia de Nuestra Señora del Rosario (París)

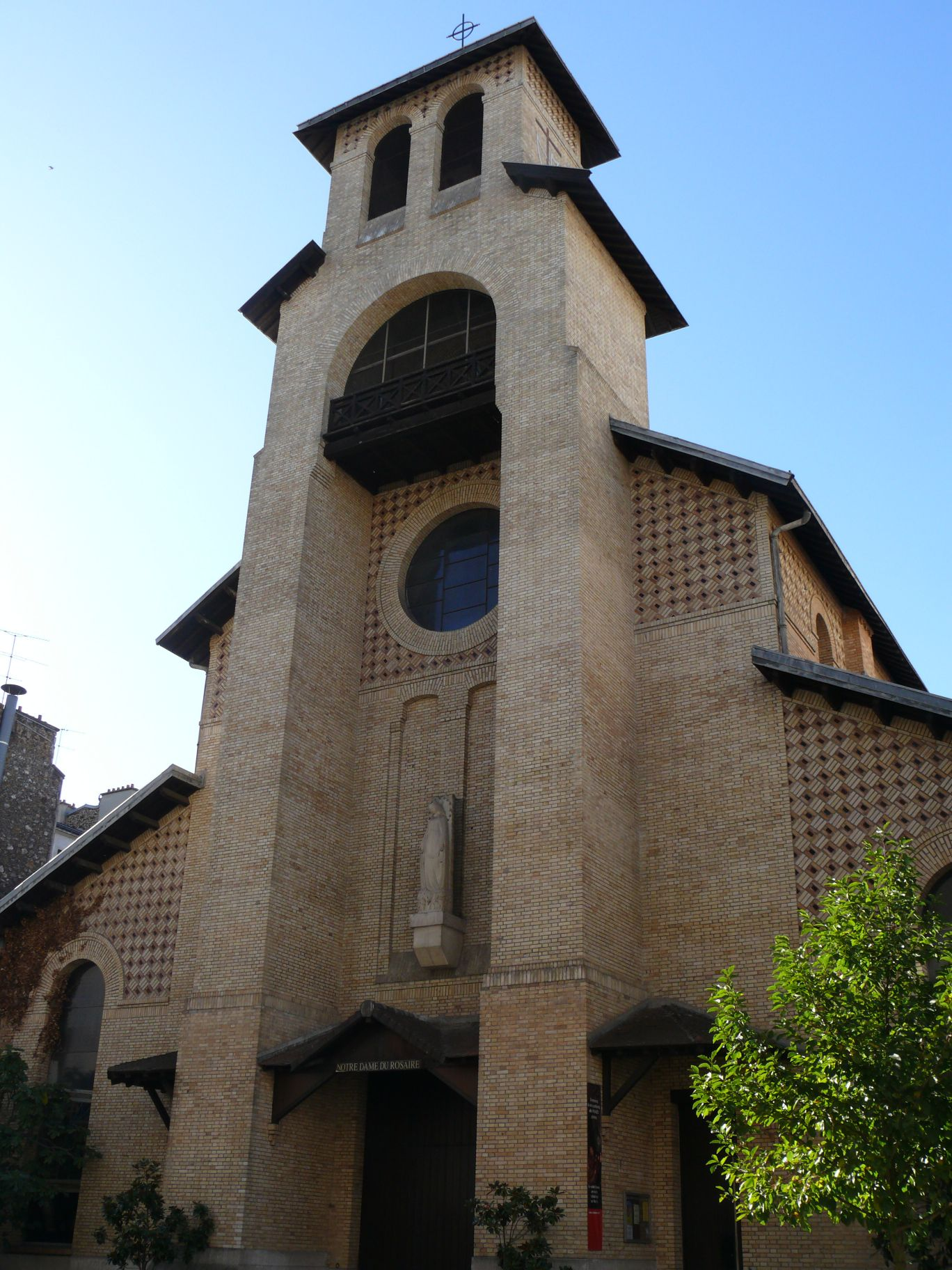

La iglesia católica de Nuestra Señora del Rosario (Notre-Dame-du-Rosaire, en francés) está ubicada en el número 194 de la calle Raymond-Losserand en el XIV Distrito de París, en Francia.

## Historia
El barrio de Plaisance fue anexado a París en 1860. La parte Sur del barrio estaba poco urbanizado. La señorita Acher, maestra retirada de 60 años, abre en 1885 una modesta escuela para ocuparse de los niños que abandonados a su suerte no siguen ninguna formación. Esta escuela se sitúa en la calle de Vanves, actual rue Raymond Losserand.
El sacerdote Soulange-Bodin, vicario de Notre-Dame de Plaisance, acepta catequizar a los niños de la escuela de la Señorita Acher. Después se instala un oratorio y por fin una capilla dedicada a Nuestra Señora del Rosario.
El sucesor de Sr Soulange, el vicario Boyreau, sacerdote marcado por la doctrina social de la Iglesia y en particular por la encíclica Rerum Novarum, crea círculos, patronages y múltiples asociaciones (las obras).
De esta manera nacen las Obras de Nuestra-Señora del Rosario, que se desarrollaran con los siguientes sacerdotes.
El arquitecto Pierre Sardou diseña una iglesia de estilo románico florentino, edificada entre 1909 y 1911. Es una des las primeras iglesias construidas después de la Ley de separación de la Iglesias y el Estado de 1905. Monseñor Léon-Adolphe Amette consagra la iglesia el 29 de junio de 1911 con el nombre de "Notre-Dame du Rosaire".
El sacerdote Emmanuel Boyreau (1859-1937), director de las obras de Notre-Dame du Rosaire, será el primer cura de la nueva parroquia. Su investidura tiene lugar en la misma parroquia el domingo 2 de julio de 1911 en una ceremonia presidida por Roger Soulange-Bodin, entonces cura de Saint-Honoré d’Eylau. El altar será consagrado por el arzobispo de París, Monseñor Léon-Adolphe Amette, el 9 de noviembre de 1911.

### Curas párrocos
Emmanuel Boyreau (1911-1937), Marcel Caillet (1937-1943), Jacques Guilhem (1943-1951), Robert Leclercq (1951-1961), Paul Sénart (1961-1967), Roger Jaffrés (1967-1975), Pierre Chaveton (1975-1983), Henri Valois (1983-1992), Francis Barjot (1992-2001), Didier Duverne (2001-2005), Gérard Boët (2005-2017), Emmanuel Tois (2017-2021) y Vincent Thiallier (a partir del 2021) .

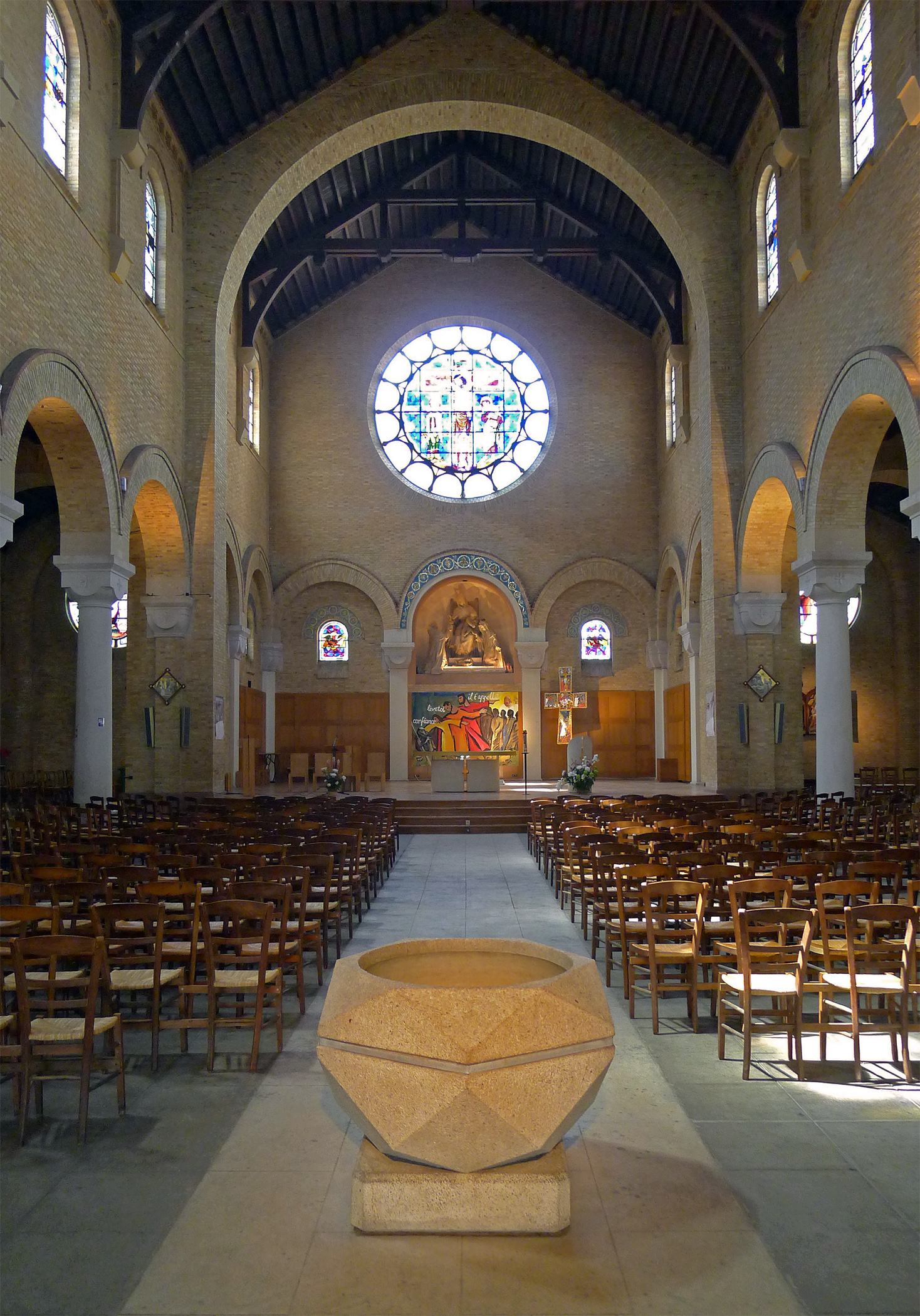
Nave, lado del coro
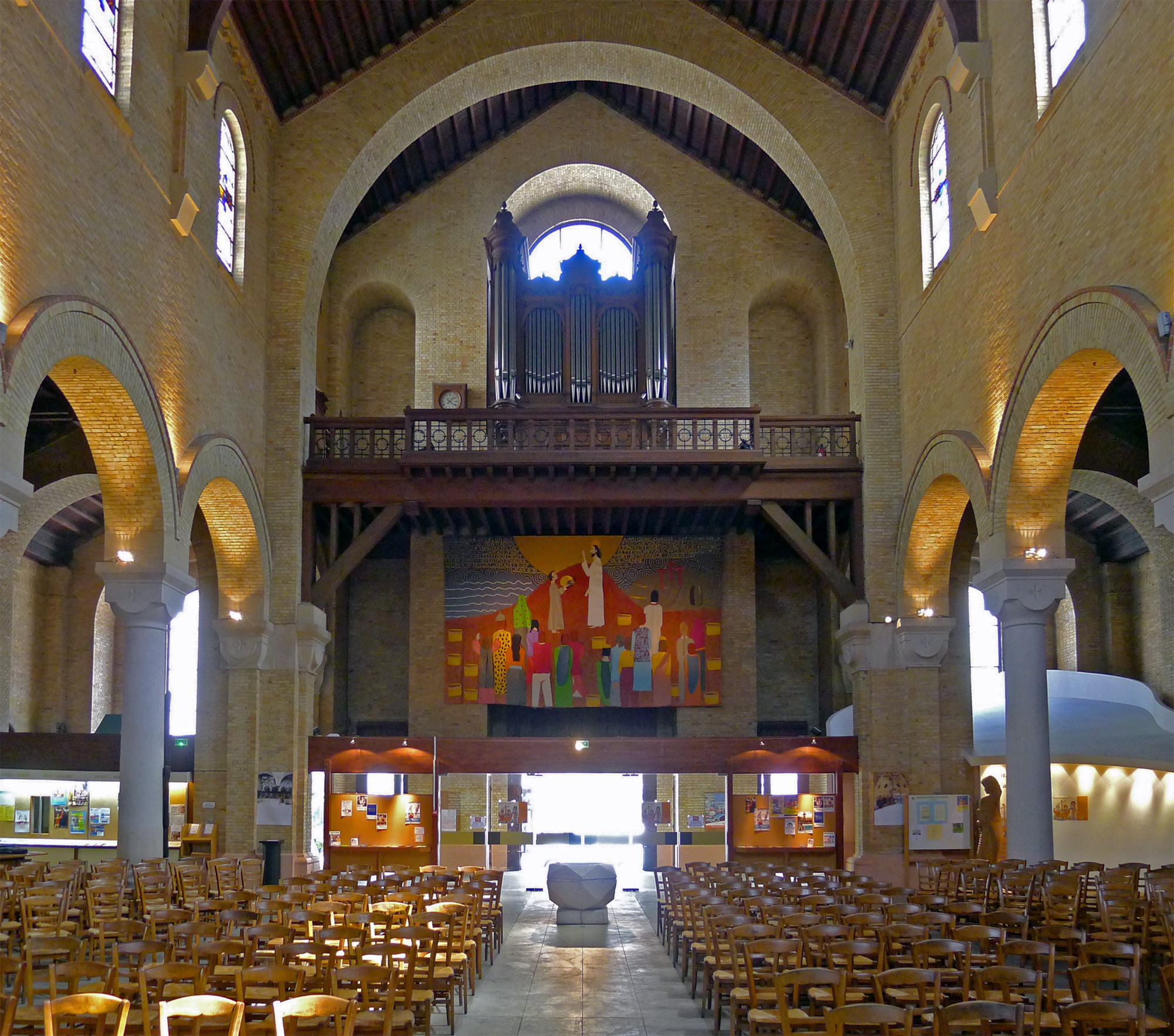
Nave, lado puerta de entrada
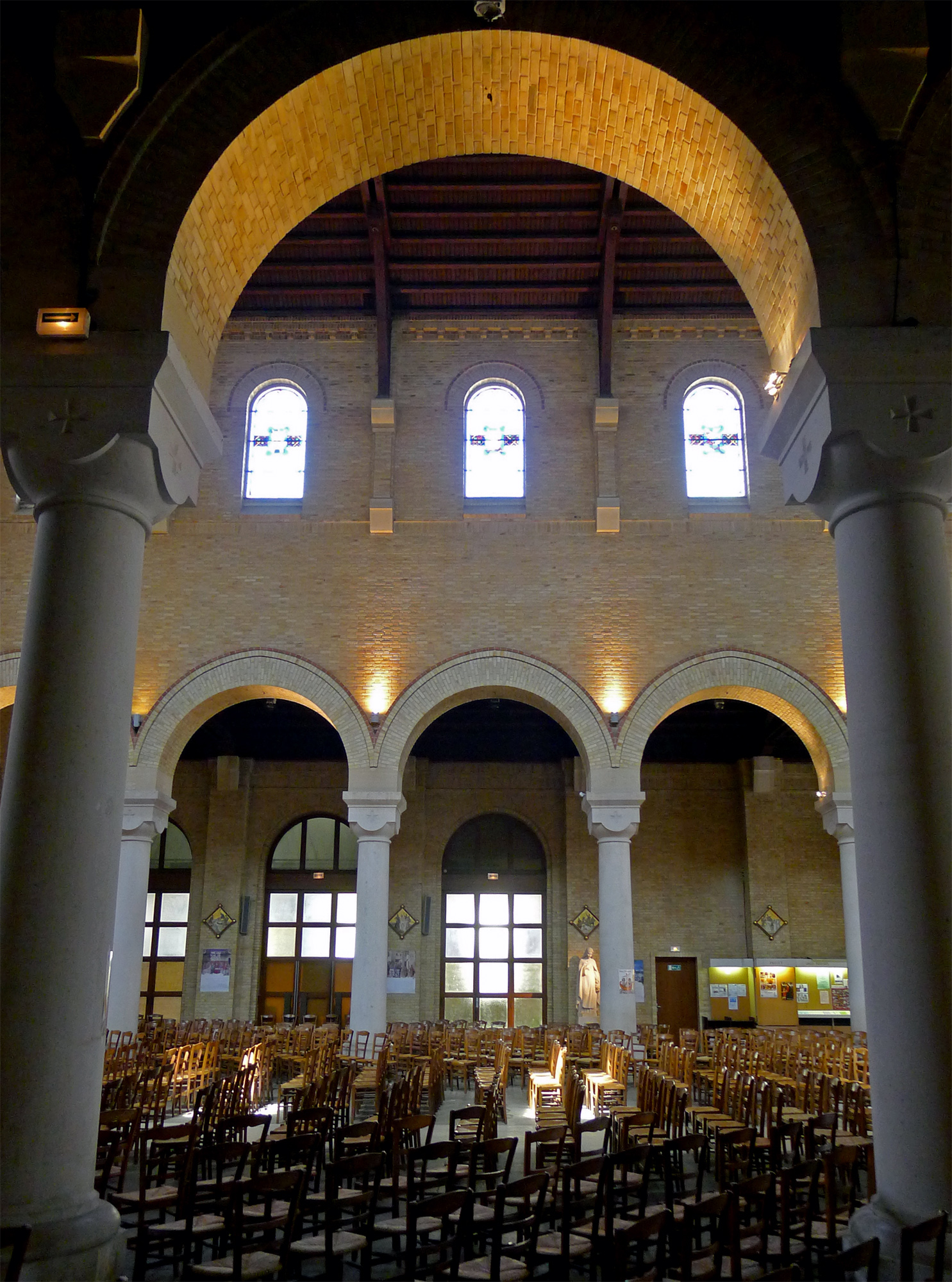
Crucero
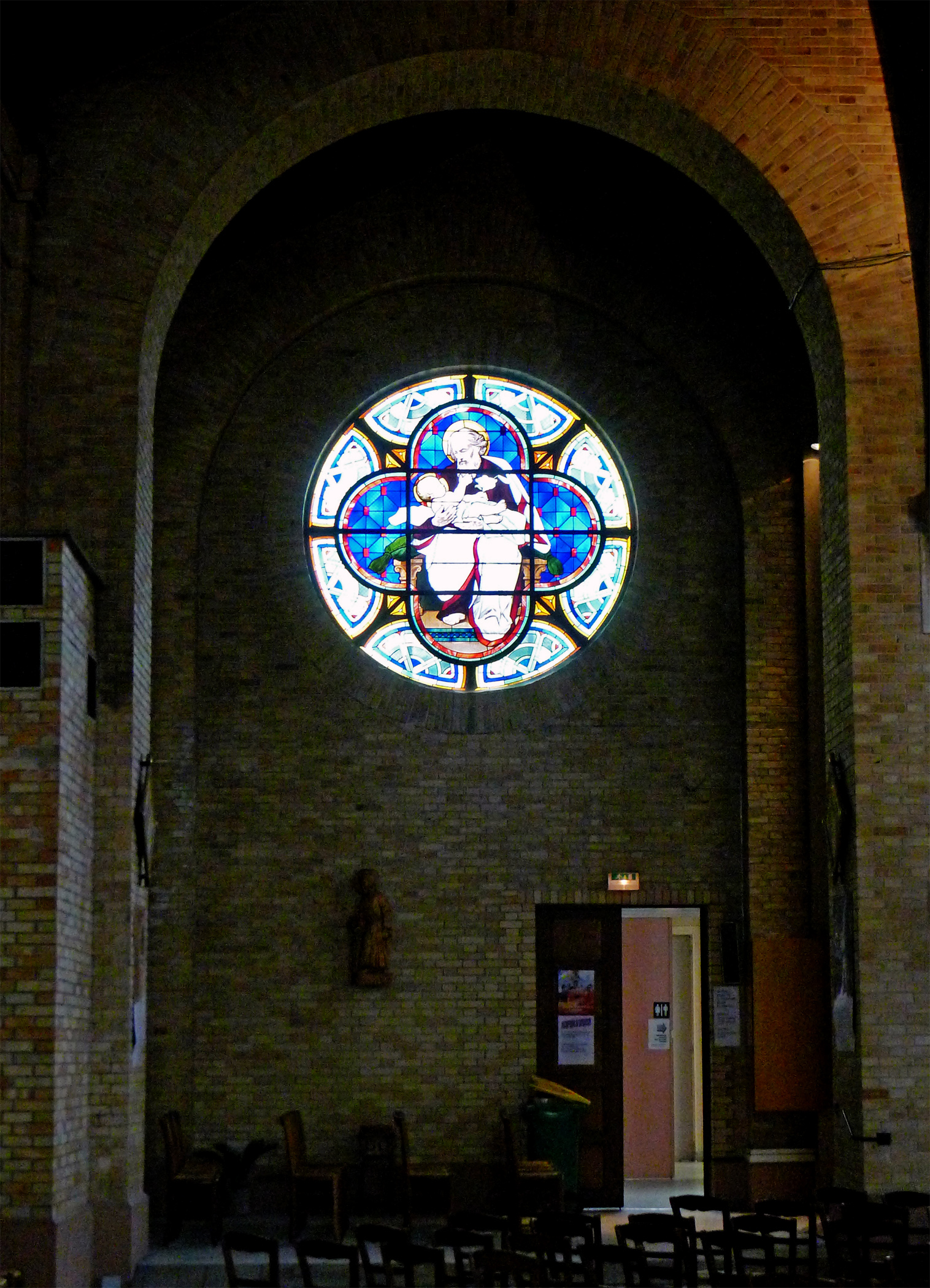
Una capilla

## Descripción
La iglesia es de estilo románico florentino, diseñada por el arquitecto Pierre Sardou.
Elementos artísticos:
- El órgano, auténtico Cavaillé-Coll construido en 1880 y restaurado en 1945 y en los años 1990.
- Vidrieras de Jacques Grüber.
- Grupo escultórico en piedra «La virgen y el niño Jesús dando el rosario a Santo Domingo y a Santa Catalina de Siena», representando el cuadro homónimo de Giovanni Battista Salvi da Sassoferrato
- Vía Crucis, de Henri-Marcel Magne, restaurado en los años 90.
- Tríptico de Santa Ana «La educación de la Virgen», de Henri-Marcel Magne, de 1913 restaurado en los años 1990.
- Estatua de Teresa de Lisieux en piedra, de Albert Dubos.

Elementos artísticos recientes:
- Estatua de Nuestra Señora del Rosario (Serraz), en el exterior
- Signal à l’extérieur au niveau du clocher,
- Oratorio (Nicolas Prével)
- Vidriera de "Las Bodas de Caná" (Jean-Louis Lambert).
- Armario de madera para los óleos consagrados (J. Pyrz), en el interior.
- Estatua de Nuestra Señora de las Naciones (J. Pyrz) simbolizando la diversidad de la población del barrio.

## Vida parroquial
La parroquia celebra el centenario con el lema «1911-2011 cien años en el corazón de nuestro barrio» durante el año 2011 con exposiciones, conciertos, conferencias y testimonios.
- Datos: Q591266
- Multimedia: Église Notre-Dame-du-Rosaire (Paris) / Q591266